# شهرستان هامبولت (کالیفرنیا)
شهرستان هامبولت در ساحل شمالی در ایالت کالیفرنیا واقع شده‌است.
مطابق با سرشماری سال ۲۰۱۰ جمعیت شهرستان معادل ۱۳۴٬۶۲۳ نفر براورد شده‌است
قسمت اعظم شهروندان در یا نزدیک اورکا، بخشداری شهرستان، و شهر کوچک دانشجویی آرکاتا، محل دانشگاه ایالتی هومبولت، زندگی می‌کنند.
هر دو شهر در کنار خلیج هامبولت، دومین خلیج بزرگ طبیعی کالیفرنیا، قراردارند.